# Rail Simulator
Rail Simulator – komputerowy symulator kolejowy stworzony przez firmę Kuju Entertainment i wydawany przez Electronic Arts. Został wydany 12 października 2007.
Rail Simulator pozwala na kierowanie pociągiem na prawdziwych trasach w Wielkiej Brytanii i w Niemczech. Uznawany jest za następcę gry Microsoft Train Simulator. Został oparty na nowym silniku graficznym a dołączone narzędzia takie jak Edytor Świata dają możliwość projektowania własnych tras i taboru. Wbrew sugestii płynącej z tytułu, symulator jest przede wszystkim symulatorem pracy maszynisty.